# SHISA3
SHISA3 (англ. Shisa family member 3) – білок, який кодується однойменним геном, розташованим у людей на 4-й хромосомі. Довжина поліпептидного ланцюга білка становить 238 амінокислот, а молекулярна маса — 25 832.
| 10         |  | 20         |  | 30         |  | 40         |  | 50         |
| ---------- |  | ---------- |  | ---------- |  | ---------- |  | ---------- |
| MRALLALCLL |  | LGWLRWGPAG |  | AQQSGEYCHG |  | WVDVQGNYHE |  | GFQCPEDFDT |
| LDATICCGSC |  | ALRYCCAAAD |  | ARLEQGGCTN |  | DRRELEHPGI |  | TAQPVYVPFL |
| IVGSIFIAFI |  | ILGSVVAIYC |  | CTCLRPKEPS |  | QQPIRFSLRS |  | YQTETLPMIL |
| TSTSPRAPSR |  | QSSTATSSSS |  | TGGSIRRFSF |  | ARAEPGCLVP |  | SPPPPYTTSH |
| SIHLAQPSGF |  | LVSPQYFAYP |  | LQQEPPLPGK |  | SCPDFSSS   |  |            |

A: Аланін

C: Цистеїн

D: Аспарагінова кислота

E: Глутамінова кислота

F: Фенілаланін

G: Гліцин

H: Гістидин

I: Ізолейцин

K: Лізин

L: Лейцин

M: Метіонін

N: Аспарагін

P: Пролін

Q: Глутамін

R: Аргінін

S: Серин

T: Треонін

V: Валін

W: Триптофан

Кодований геном білок за функцією належить до білків розвитку. 
Локалізований у мембрані, ендоплазматичному ретикулумі.